# Xysticus sicus
Xysticus sicus là một loài nhện trong họ Thomisidae.
Loài này thuộc chi Xysticus. Xysticus sicus được Irving Fox miêu tả năm 1937.